# Februarmanifest
Das Februarmanifest 1899 war ein Versuch, im Wege der Russifizierungspolitik der Jahrhundertwende die traditionellen politischen und wirtschaftlichen Freiheiten des Großfürstentums Finnland massiv einzuschränken. Es bewirkte eine massenhafte Mobilisierung der finnischen Nation und stimulierte damit die finnische Unabhängigkeitsbewegung.
Das seit 1809 unter russischer Oberhoheit stehende Großfürstentum Finnland besaß bis 1899 bedeutende Sonderrechte in Handel, Politik und Verwaltung. Im Vergleich zur zaristischen Autokratie herrschte weitgehende Pressefreiheit, finnische Rekruten dienten nur drei Jahre in einer eigenen finnischen Armee (russische Rekruten mussten dagegen bis zu 5 Jahre Wehrdienst leisten). Finnland verfügte über eine eigene, an den Goldstandard gebundene Währung.
Diese Sonderrechte sollten durch das vom russischen Generalgouverneur Nikolai Bobrikow 1899 promulgierte, und damit nach Verkündigung sofort in Kraft gesetzte, Februarmanifest weitgehend aufgelöst werden. Auch der Druck finnischsprachiger Druckwerke wurde stark eingeschränkt. Eine Petition von 520.000 Finnen an Zar Nikolaus II. blieb folgenlos, durch das Sprachenmanifest von 1900 wurde Russisch als Verwaltungssprache etabliert, ab 1901 wurden finnische Rekruten in die allgemeine russische Armee eingezogen.
Das Februarmanifest und seine Folgedekrete stimulierten die finnische Opposition auf allen Ebenen. Bobrikow selbst wurde von einem Attentäter 1904 ermordet, erfolgreicher erwiesen sich aber Massenproteste wie der am 30. Oktober 1905 begonnene Generalstreik, der am 4. November 1905 zum Novembermanifest führte, mit dem Zar Nikolaus II. einige der härtesten Unterdrückungsmaßnahmen zurücknahm. Die Restriktionen für finnischsprachige Druckerzeugnisse auf Bücher ökonomischen Inhaltes stimulierte im Übrigen das finnische Genossenschaftswesen, das um 1900 eine besondere Blüte erlebte.